# Limnodynastes dorsalis
Limnodynastes dorsalis är en groddjursart som först beskrevs av Gray 1841.  Limnodynastes dorsalis ingår i släktet Limnodynastes och familjen Limnodynastidae. IUCN kategoriserar arten globalt som livskraftig. Inga underarter finns listade i Catalogue of Life.